# Къри (окръг, Ню Мексико)
Вижте пояснителната страница за други значения на Къри.
Окръг Къри (на английски: Curry County) е окръг в щата Ню Мексико, Съединени американски щати. Площта му е 3647 km², а населението – 49 812 души (2017). Административен център е град Кловис.